# Duftender Gürtelfuß
Der giftverdächtige Duftende Gürtelfuß (Cortinarius flexipes, Syn.: Cortinarius paleaceus, Cortinarius paleifer) ist eine Pilzart aus der Familie der Schleierlingsverwandten (Cortinariaceae). Es ist ein kleiner Schleierling, dessen graubrauner Hut und Stiel mit weißen Velumschüppchen überzogen ist. Sein Fleisch riecht deutlich nach Pelargonienblättern. Die Fruchtkörper erscheinen von Juli bis Dezember in Nadel- und Laubwald. Der Pilz wird auch Weißflockiggestielter Wasserkopf, Geranien-Gürtelfuß oder Pelargonien-Gürtelfuß genannt.

## Merkmale

### Makroskopische Merkmale
Der Hut ist 2–5 cm breit, gewölbt oder kegelig und meist deutlich spitz bis stumpf gebuckelt. Junge Hüte sind häufig zipfelmützenförmig. Unter den weißflockigen, flüchtigen und abwischbaren Faserschüppchen (Velumreste) ist der Hut dunkel schiefergrau, graubraun, nussbraun bis dunkelrotbraun. Trockene Hüte sind blasser.
Die grau- bis zimtbraunen, breiten Lamellen sind ausgebuchtet am Stiel angewachsen und stehen ziemlich eng. Das Sporenpulver ist tabakbraun.
Der Stiel ist 4–7 cm lang und 0,2–0,6 cm breit und auf ockerfarbenem bis dunkelbraunem Grund durch viele Velumschüppchen weißlich genattert. Die Stielbasis ist meist dunkler. Das dünne, blass beigebraun Fleisch ist nur unter dem Buckel bis 3 cm dick. Es riecht stark nach Pelargonienblättern oder welken Rosen und schmeckt mild bis bitterlich.

### Mikroskopische Merkmale
Die Sporen messen etwa 8 × 5 µm.

## Artabgrenzung
Sehr ähnlich ist der Weißflockige Gürtelfuß (Cortinarius hemitrichus), dessen Hut ebenso mit auffälligen, weißen Faserschüppchen bedeckt ist. Er ist ein strenger Birkenbegleiter und unterscheidet sich durch die blassere Grundfarbe von Hut und Lamellen sowie das geruchlose Fleisch. Beide Arten sind im Jugendzustand auch makroskopisch gut zu erkennen. Da die Faserschüppchen nachdunkeln oder abgewaschen werden, können ältere Fruchtkörper nur noch über mikroskopische Merkmale bestimmt werden.

## Ökologie
Die Fruchtkörper erscheinen von Juli bis Dezember in Nadel- und Laubwäldern unter Kiefern, Birken und Fichten. Auch in Mooren kann man den Gürtelfuß finden. Er hat keine besonderen Bodenansprüche, bevorzugt aber wohl saure Böden.

## Verbreitung

Europäische Länder mit Fundnachweisen des Duftenden Gürtelfuß.
Legende:
grün = Länder mit Fundmeldungen
cremeweiß = Länder ohne Nachweise
hellgrau = keine Daten
dunkelgrau = außereuropäische Länder.

Der Pilz kommt in Nordamerika (Kanada, USA) und Europa vor und wurde auch in Australien nachgewiesen. Er ist in ganz Mitteleuropa häufig.

## Bedeutung
Der Duftende Gürtelfuß ist kein Speisepilz.